# Junge Piraten

Logotipo

Junge Piraten ou JuPis (alemão para Piratas Jovem) é a organização de juventude do Piratenpartei Deutschland (Partido Pirata Alemanha).
A organização foi fundada em Wiesbaden, em 18 de abril de 2009, quando a primeira diretoria foi eleita. Desde então, o conselho é eleito anualmente pelos membros presentes na reunião federal. Na primeira reunião em 2009, a construção membros do conselho federal foi alterada. Desde então, o que incluiu sete membros do conselho, o líder e seu vice, o secretário-geral, tesoureiro e três conselheiros.
As organizações regionais existentes, em Berlim, Baixa Saxónia, Hesse e na Renânia do Norte-Vestfália. A entrada para Parte mãe não é necessária. Não existe uma idade mínima de admissão, mas uma restritiva de idade de 27 anos. Este limite não se aplica aos membros honorários.